# (23093) 1999 XW136
(23093) 1999 XW136 est un astéroïde de la ceinture principale d'astéroïdes découvert en 1999.

## Description
(23093) 1999 XW136 a été découvert le 14 décembre 1999 à l'observatoire de Fountain Hills, une localité du comté de Maricopa en Arizona (États-Unis), par Charles W. Juels.

### Caractéristiques orbitales
L'orbite de cet astéroïde est caractérisée par un demi-grand axe de 2,33 UA, un périhélie de 1,75 UA, une excentricité de 0,25 et une inclinaison de 9,12° par rapport à l'écliptique. Du fait de ces caractéristiques, à savoir un demi-grand axe compris entre 2 et 3,2 UA et un périhélie supérieur à 1,666 UA, il est classé, selon la JPL Small-Body Database, comme objet de la ceinture principale d'astéroïdes.

### Caractéristiques physiques
(23093) 1999 XW136 a une magnitude absolue (H) de 14,3 et un albédo estimé à 0,304.